# Burmannia indica
Burmannia indica ist eine blattgrünlose Pflanzenart aus der Familie der Burmanniaceae. Sie ist beheimatet in Burma und Teilen Indiens (von Kerala bis Travancore).

## Beschreibung
Burmannia indica ist eine einjährige, blattgrünlose, durchgehend weißliche, unverzweigt bis gelegentlich verzweigt wachsende krautige Pflanze, die eine Wuchshöhe von zur Blütezeit 6 bis 23 Zentimeter erreicht. Sie ist mykotroph. Ein Rhizom ist nicht vorhanden, die Wurzeln sind faserig und kurz. Die Blätter sind 2,7 bis 3,5 Millimeter lang, sie fehlen am Ansatz und kommen nur vereinzelt am Stängel vor, dort sind sie schuppenartig, eiförmig-lanzettlich, eng anliegend und spitz zulaufend.
Blüte- und Fruchtzeit ist zwischen September und Dezember. Der Blütenstand besteht aus ein bis vier Blüten, die süß duften. Die annähernd sitzenden Blüten sind 8,4 bis 17 Millimeter lang und von weißer Farbe. Die Blütenröhre ist zylindrisch und 3,5 bis 9 Millimeter lang, die 1,2 bis 4 Millimeter breiten Flügel sind halbiert elliptisch bis halbiert umgekehrt-eiförmig und verlaufen vom Mitte der äußeren Blütenlappen bis unterhalb des Ansatzes des Fruchtknotens. Die äußeren Blütenlappen sind stumpf-dreieckig mit verdicktem Rand und 1,2 bis 1,8 Millimeter lang, die inneren zugespitzt linealisch-lanzettlich mit verdicktem Rand und 0,6 bis 1,1 Millimeter lang. Die Staubfäden sind ungestielt und  setzen im Blütenhüllschlund an, unterhalb der inneren Blütenlappen. Das Konnektiv weist zwei kurze, seitliche Arme auf, die die Thecae tragen sowie am Ansatz einen stumpfen, nach unten weisenden Sporn. Der Griffel ist ebenso lang wie die Kronröhre und fadenförmig, an seinem Ende stehen die drei annähernd ungestielten, trompetenförmigen Narben.
Die Fruchtknoten sind elliptisch bis verkehrt eiförmig und 3,5 bis 5,5 Millimeter lang. Die verkehrt eiförmige Kapsel öffnet sich entlang von Querschlitzen. Die Samen sind zahlreich und elliptisch.

## Verbreitung
Burmannia indica ist beheimatet in Burma und Teilen Indiens (von Kerala bis Travancore) in Höhenlagen zwischen 1600 und 2000 Meter auf feuchtem Felsgrund in Wiesen.

## Systematik
Die Art wurde 1938 von Fredrik Pieter Jonker erstbeschrieben.

## Nachweise
1. 1 2 3 4 5  Dianxiang Zhang: Systematics of Burmannia L. (Burmanniaceae) in the Old World, S. 253–255, in: Hong Kong University Theses Online, Thesis (Ph.D.), University of Hong Kong, 1999